# Olympische Jugend-Sommerspiele 2018/Teilnehmer (Kolumbien)
| Gelbes Symbol für Goldmedaillen mit stilisierten Olympischen Ringen | Graues Symbol für Silbermedaillen mit stilisierten Olympischen Ringen | Braundes Symbol für Bronzemedaillen mit stilisierten Olympischen Ringen |
| ------------------------------------------------------------------- | --------------------------------------------------------------------- | ----------------------------------------------------------------------- |
| 4                                                                   | 3                                                                     | 3                                                                       |

Die Jugend-Olympiamannschaft aus Kolumbien für die III. Olympischen Jugend-Sommerspiele vom 6. bis 18. Oktober 2018 in Buenos Aires (Argentinien) bestand aus 52 Athleten.

## Athleten nach Sportarten

### Bogenschießen
Jungen
- David Cadena
Einzel: 9. Platz
Mixed: 17. Platz (mit Sogand Rahmani  Iran)

### Gewichtheben
| Mädchen - Yineth Santoya Federgewicht: Silber - Kely Junkar Leichtgewicht: Silber | Jungen - Estiven Villar Federgewicht: Bronze |

### Inline-Speedskating
| Mädchen - Gabriela Rueda Kombination: Gold | Jungen - Jhony Andrés Ángulo Kombination: Gold |

### Judo
| Mädchen - Nikol Pencue Klasse bis 63 kg: 5. Platz Mixed: 9. Platz (im Team Barcelona) | Jungen - Juan Montealegre Klasse bis 55 kg: 9. Platz Mixed: Silber (im Team Athen) |

### Leichtathletik
| Mädchen - Shary Vallecilla 100 m: 11. Platz - Angie González 200 m: 7. Platz - Daniela Mena 100 m Hürden: DNS - Valeria Cabezas 400 m Hürden: Gold - Karen Bedoya Stabhochsprung: 11. Platz - Carolina Ulloa Hammerwurf: 15. Platz - Luceris Suárez Speerwurf: 12. Platz | Jungen - Sebastián Canchila 200 m: 22. Platz - Manuel Cuesta Dreisprung: 14. Platz - Luis Ochoa Hammerwurf: 11. Platz - Cristián Rojas 5 km Gehen: 9. Platz |

### Radsport

#### Straße
| Mädchen - Erika Botero - Angie Lara Kombination: 14. Platz | Jungen - Nicolás Gómez - Alex Zapata Kombination: 11. Platz |

#### BMX
- Estefanya Echeverry
- Sebastián Martínez
Freistil Mixed: 7. Platz
- Gabriela Bolle
- Juan Ramírez
Rennen Mixed: Bronze

### Ringen
Jungen
- Brandon Calle
Griechisch-römisch bis 71 kg: 5. Platz
- Diego Zuluaga
Freistil bis 48 kg: 4. Platz

### Rugby
Mädchen
- 4. Platz
- Isabel Ramírez
- Stefania Sarmiento
- Carmen Ibarra
- Valeria Muñoz
- Karen Cárdenas
- Isabella Pérez
- Silvia Pereira
- Marta Jiménez
- Valentina Tapias
- Laura Mejía
- Marcela Osorio
- Leidy Soto

### Schießen
Mädchen
- Juana Rueda
Luftpistole 10 m: 15. Platz
Mixed: 7. Platz (mit Jan Karstedt  Deutschland)

### Schwimmen
- 4 × 100 m Lagen Mixed: 25. Platz

| Mädchen - María Clara Román 800 m Freistil: 8. Platz 200 m Schmetterling: 4. Platz - Valentina Becerra 50 m Schmetterling: 24. Platz 100 m Schmetterling: 19. Platz | Jungen - Juan Morales 200 m Freistil: 27. Platz - Anthony Rincón 50 m Rücken: 9. Platz 200 m Rücken: 7. Platz |

### Taekwondo
Mädchen
- Laura Ayala
Klasse über 63 kg: 5. Platz

### Tennis
| Mädchen - Camila Osorio Einzel: Bronze Doppel: 4. Platz (mit María Carlé Argentinien) Mixed: Silber | Jungen - Nicolás Mejía Einzel: 1. Runde Doppel: Viertelfinale (mit Gilbert Klier Junior Brasilien) Mixed: Silber |

### Triathlon
| Mädchen - María Fernanda Barbosa Einzel: 24. Platz Mixed: 7. Platz (im Team Amerika 3) | Jungen - Cristian Triana Einzel: 11. Platz Mixed: 6. Platz (im Team Amerika 2) |

### Turnen

#### Rhythmische Sportgymnastik
Mädchen
- Jennifer Rivera
Einzel: 30. Platz
Mixed: 12. Platz (im Team Hellgrün)

### Wasserspringen
Jungen
- Daniel Restrepo
Kunstspringen: Gold 
Turmspringen: 12. Platz
Mixed: Gold  (mit Lin Shan  Volksrepublik China)